# Ivan Ladislav Galeta
Ivan Ladislav Galeta (Vinkovce, 1947. május 9. – Zágráb, 2014. január 7.) horvát képzőművész, filmrendező, forgatókönyvíró, filmproducer, operatőr.

## Pályafutása
1967-ben Zágrábban elvégezte az Iparművészeti Főiskolát, majd a Tanárképző Főiskolán képzőművészetből, a zágrábi Bölcsészettudományi Karon pedagógiatudományból diplomázott.
1971–1977 között a zágrábi Tanárképző Főiskola elektronikai műhelyének vezetője és operatőr-tanára; 1977–1990 között pedig a Zágrábi Egyetemen belül működő Egyetemi Központ Multimediális Központjának vezetője, amely Horvátországban elsőként vállalta fel a hazai és a nemzetközi kísérleti film- és videoművészet bemutatását. Filmeket 1969, videókat 1975-től készített. 1973-tól objekteket, installációkat, fotóinstallációkat állított ki, kiterjesztett filmeket és videókat, televíziós alkotásokat, szövegeket, hanginstallációkat, környezeti beavatkozásokat mutat be. Munkáit 1979-től galériákban és múzeumokban rendezett előadói performanszokon vitte a közönség elé.
A Filmotéka 16 művészmozi alapítója és vezetője (1991–1994). 1993-tól a Zágrábi Egyetem Képzőművészeti Akadémiájának médiamunkatársa, 1995-től docense. Kezdeményezte az Akadémián 2000-ben az Animáció szak, 2004-ben pedig az Új média szak bevezetését.
2000-től a Zágráb melletti Kraj Gornjiban élt, és gazdálkodással foglalkozott. Falura költözésével párhuzamosan kezdi End Art projektjét, melynek mérföldkövei a következők: End Art videók 2000–2004, e-mailart 2005–2006, noART eARTh day 2008. 02. 29. –, Deep End Art Work in Progress 2010–2012, Deep End Art Work in Regress 2012–, Work in Proregress 2013–. Megnyilvánulási formái ekkor a következők: elhagyott környezetben végzett beavatkozások, kertművelés, valamint mindezen munkálatairól készült fényképfelvételek, fotósorozatok és videoművek.

## Filmek
- WAL(L)ZEN (1989), 35 mm
- Water Pulu 1869 1896(1988), 35 mm
- Two Times in One Space(1985), 35 mm
- PiRâMidas 1972-1984 (1984), 35 mm
- sfaira 1985-1895 (1984), 35 mm

## Videók
- TV ping-pong (1975/78)
- Video radovi / Video works (1977/78)
- Media Game 1 (1978)
- Drop (1979)
- Railway station – Amsterdam (1979)
- Lijnbaangracht Centrum (1979)
- No 1, 2,3,4 (1979)
- Post Card (1983)
- Pismo / Letter (1995)
- Endart No 1 (2000)
- Endart No 2 (2001)
- Endart No 3 (2003)
- Endart No 4 (2004)